# Kompolje
Kompolje (do roku 1890 Kompolje Katoličko) je vesnice v Chorvatsku v Licko-senjské župě. Je součástí opčiny města Otočac, od něhož se nachází asi 7 km severozápadně. V roce 2011 zde trvale žilo 346 obyvatel.
Vesnice leží na silnici D50, blízko prochází dálnice A1.

## Sousední sídla
| Růžice kompasu |                | Brlog    |                 | Růžice kompasu |
| Růžice kompasu | Hrvatsko Polje | Sever    | Brloška Dubrava | Růžice kompasu |
| Růžice kompasu | Hrvatsko Polje | Kompolje | Brloška Dubrava | Růžice kompasu |
| Růžice kompasu | Hrvatsko Polje | Jih      | Brloška Dubrava | Růžice kompasu |
| Růžice kompasu | Ponori         | Švica    | Otočac          | Růžice kompasu |